# Куартеро, Луис Карлос
Луис Карлос Куартеро Лафарга (исп. Luis Carlos Cuartero Lafarga, 17 августа 1975 года, Сарагоса) — испанский футболист, известный по выступлениям за клуб «Реал Сарагоса».

## Карьера
Всю профессиональную карьеру провёл в «Сарагосе». В основном составе команды дебютировал 20 июня 1993 года в матче против «Атлетико». Всего провёл за клуб 152 матча в Примере (сезон 2002/03 вместе с клубом провёл в Сегунде).
Дважды выиграл Кубок Короля. В финале 2004 года против мадридского «Реала» был капитаном команды.
В 1995 году стал обладателем Кубка кубков, но на поле в матчах турнира не выходил.
С 2006 по 2009 год провёл за команду всего три игры из-за хронической травмы колена. По этой же причине в апреле 2009 года объявил о завершении спортивной карьеры.

## Достижения
Сарагоса:
- Обладатель Кубка обладателей кубков: 1994/95
- Обладатель Кубка Испании: 2000/01, 2003/04
- Обладатель Суперкубка Испании: 2004

 Испания (до 18):
- Чемпион Европы: 1998